# 1843 aux échecs
| Années des échecs : 1840 - 1841 - 1842 - 1843 - 1844 - 1845 - 1846    |
| Décennies des échecs : 1810 - 1820 - 1830 - 1840 - 1850 - 1860 - 1870 |

Cet article présente les faits marquants de l'année 1843 aux échecs.

## Événements majeurs
- Howard Staunton remporte un match face à Pierre Saint-Amant et se proclame lui-même champion du monde des échecs[1].
- Publication du Manuel du jeu d'échecs allemand, encore appelé « Bilguer », au sein de la Société des échecs de Berlin[2]. Véritable « Bible des échecs », il était une référence échiquéenne pour toute la fin du XIXe siècle.

## Divers
- 15 juillet : Dans Le Palamède, Alexandre Deschapelles reconnaît que La Bourdonnais est plus fort que lui, et prend sa retraite des échecs, pour se consacrer au whist[3].

## Naissances
- Johannes Minckwitz
- Emil Schallopp